# فرانسیسکو لارگو کابالرو
فرانسیسکو لارگو کابالرو (انگلیسی: Francisco Largo Caballero؛ ۱۵ اکتبر ۱۸۶۹ – ۲۳ مارس ۱۹۴۶) یک سیاست‌مدار اهل اسپانیا بود.